# Meiogyne kwangtungensis
Meiogyne kwangtungensis là loài thực vật có hoa thuộc họ Na. Loài này được P.T. Li mô tả khoa học đầu tiên năm 1976.